# Auchnaclach
Auchnaclach, auch Octnaclach, schottisch-gälisch: Achadh nan Clach: „Feld der Steine“, ist eine Ortschaft im Osten der schottischen Hebrideninsel Islay. Sie gehört administrativ somit zur Council Area Argyll and Bute. Auchnaclach liegt direkt an der A846 auf ihrem Weg von Port Askaig nach Bridgend. Port Askaig befindet sich etwa 2,5 Kilometer in östlicher Richtung, Bowmore, der Hauptort der Insel, zwölf Kilometer südwestlich. Die nächstgelegene Ortschaft ist das einen Kilometer entfernte Keills. Im Jahre 1841 wurden in Auchnaclach 34 Einwohner gezählt. Zehn Jahre später war die Einwohnerzahl auf sieben gesunken. In aktuellen Zensusdaten ist Auchnaclach nicht separat gelistet. Auchnaclach besteht heute nur noch aus dem Gelände eines Transportunternehmens mit einem Wohnhaus. Über eine eigene Haltestelle ist Auchnaclach an das öffentliche Verkehrssystem der Insel angeschlossen.

## Umgebung
Wenige hundert Meter südlich der Ortschaft befand sich einst die kleine Siedlung Scanistle, auch Scanastil oder Scanlittle genannt, welche heute jedoch nicht mehr existiert. Östlich von Scanistle befinden sich möglicherweise die Überreste einer unbekannten mittelalterlichen Siedlung.